# 長崎宏子
長崎 宏子（ながさき ひろこ、本名・春日 宏子。1968年7月27日 - ）は、秋田県秋田市川尻出身の日本の元女子水泳選手。平泳ぎの選手として主に1980年代に活躍した。現在はスポーツコンサルタントなどで活動している。夫は春日良一。

## 人物・経歴
秋田市立川尻小学校入学と同時に、地元のスイミングスクールに入る。小学校入学の少し前に秋田で初の民間スイミングスクールが開設され、通わせることが親の間でブームになっていたという。スクールでは背泳ぎまで進むのに時間がかかり、そのあと小学3年生で学んだ平泳ぎがコーチから評価されたことで、以降平泳ぎを得意とするようになる。川尻小5年生時の1979年に学童の大会「ジュニア・オリンピック」に出場したことで、秋田県のスポーツ奨励賞を受賞。1980年1月の第30回冬季東北水泳選手権で、200m平泳ぎに2分42秒40で優勝し、短水路学童記録を作る。6年生となった5月の日本室内水泳選手権では100mと200mの両方で2位に入賞した。日本選手権水泳競技大会の200mで優勝、オリンピック参加標準記録を上回り、すでに政治的問題から日本の不参加が決まっていたモスクワオリンピックの代表メンバーに選ばれた。出場していれば夏季五輪では日本人初の小学生五輪選手（冬季は1936年のガルミッシュ＝パルテンキルヒェン大会に小学6年で出場したフィギュアスケートの稲田悦子がいる）となっていた。同年から水泳日本選手権の200m平泳ぎで8連覇、100m平泳ぎでも翌年から7連覇を達成した。
長崎は「水泳不毛の地」といわれた秋田県から日本のトップスイマーとなったが、それだけに様々な苦労もあった。普段指導しているコーチが、長崎以外には実績ある選手を持たないため、全日本チームには加われなかった。
秋田市立山王中学校3年の1983年7月に翌年のロサンゼルスオリンピック本番と同じプールを使って行われたプレ・オリンピックの200m平泳ぎで日本人で同種目初の2分30秒を破る2分29秒91の記録で優勝した。この記録は当時世界歴代4位でその年の世界最高記録であり、翌年の本番でのメダル候補として注目を浴びる。
1984年、一般入試で秋田県立秋田北高等学校に進学した。この進学について、長崎は中学3年生の時に雑誌に公表した手紙で「水泳を中心に考えてもいいという高校には行きたくないし、東京の高校も嫌です」と記していた。
ロサンゼルスオリンピックに際しては、長崎のベストを上回る記録を持っていた東欧の選手が軒並み政治的問題で不参加となり、一躍水泳では唯一と言ってよい金メダル候補となった。しかし海外の高地練習で泳ぎの生命線というべき膝を故障、その状態でロサンゼルスオリンピック本番を迎え、結果は200m平泳ぎで4位、100m平泳ぎも6位と入賞するものの、期待されたメダルには手が届かなかった。
1985年に秋田北高校を中退してアメリカに留学、カリフォルニア州立エルサリート高校に編入、世間からは「水泳留学」といわれたが、小学6年で初めて海外遠征に行った際に一緒になったアメリカ育ちの選手に憧れ、それ以来アメリカに留学して英語を勉強する希望を持っていたと長崎は雑誌の取材で述べている。留学当初は水泳から離れる気持ちが強かったがトレーニングだけは続けていた。そのプールで出会ったアメリカ人たちからロス五輪について「オリンピックに出たことをなぜ誇りに思わないのか」「世界で4番目とは凄いことだ」と評価され、それまで後ろ向きに捉えていた水泳への見方が変わった。これがきっかけとなって、エルサリート高校、カリフォルニア大学バークレー校に進学後、本格的なトレーニングを再開した。長崎はここで、スポーツビジネスを専攻することになった。
1988年に帰国してソウルオリンピックの日本代表選考会（日本選手権）に出場するが、当時14歳で中学生の西岡由恵に敗れた。従来の実績を買われて代表メンバーに選ばれるものの、100m平泳ぎ・200m平泳ぎともに予選落ちと結果は振るわなかった。
ソウルオリンピック後、学業に専念するためいったん水泳から身を引いた。その後、ブリガムヤング大学から「泳いでくれれば奨学金を出す」という話があり、もっと勉強したい気持ちがあったためこれを受諾する。2ヶ月のトレーニングののち、全米学生選手権に出場して2位となった。1991年6月の日本選手権で100m・200m平泳ぎでそれぞれ2位に入ったのを最後に競技の第一線を退いた。もし続けていれば、翌年のバルセロナオリンピックで夏季大会では日本女子初の4大会連続代表も不可能ではなかったが、オリンピックを目指す気持ちはすでになかったという。
そのバルセロナオリンピックでは、岩崎恭子が長崎の記録を9年ぶりに破り、さらに金メダル獲得を果たす場面をテレビのゲストコメンテーターとして目撃した。なお、1984年に樹立した100m平泳ぎの日本記録は1995年に田中雅美が更新するまで11年以上破られなかった（100m平泳ぎの歴代日本記録一覧も参照）。
引退後は1992年11月にJOC職員となり、その直後IOCのインターンシップで同本部で研修、IOCからの指名で、1993年から選手委員となり、1994年にはパリでオリンピックの全体会議「オリンピックコングレス」でスピーチを行い、話題となった。しかし、組織のあり方と自分の理想の違いから1994年6月に退職した。
1995年にコンサルタント会社「ゲンキなアトリエ」を設立、同年5月1日にJOC勤務時に知り合った春日良一と結婚、13日後に長女を出産した。3人の娘をもうけたことをきっかけに、現在はマタニティースイミング・ベビースイミングなどの水泳指導者として活躍している他ベビースイミングの普及に向けた活動も行っている。ベビースイミングは、長女が生まれたあとに地元のプールに連れて行ったとき「おむつの取れない乳児の入場は不可」という対応にショックを受け、その後別の場所でベビースイミングを体験して感銘を受けたことを契機に自ら取り組むようになったと述べている。
2001年に長崎の故郷である秋田市にオープンした秋田県立総合プールの名誉館長に選ばれた。
実姉は元プロ野球選手の荻原満の妻である（「月刊ジャイアンツ」1992年5月号別冊付録セリーグ選手名鑑より）。
現在は笹川スポーツ財団評議員を務めている。
2021年6月8日に2020年東京オリンピックの秋田県の1日目の聖火リレーの最終ランナーとなった。

### 学歴について
上記の通り、ブリガムヤング大学に在籍経験がある。この点について長崎は自らの公式ホームページや講師派遣会社のホームページで「ブリガムヤング大学卒業」と記していた。2008年7月にライターの吉田正幸が日刊スポーツドットコムに連載していたブログ「世界一小さい新聞」において、この学歴についてブリガムヤング大学当局に問い合わせをおこない「1991年の冬学期と秋学期に参加があったのは確かですが、我が大学のいかなる学位も受けておりません」と回答を得たと記載した。この内容に基づき、『週刊新潮』が長崎側にその点を確認したところ、長崎夫妻が経営する会社の代理人弁護士はホームページでの学歴詐称を認めた上で、「長崎宏子本人による詐称ではなく、以前のプロフィールでは"ブリガムヤング大学に学ぶ"となっていたのを、夫が確認せず"学んだから卒業"と誤解したことが原因。長崎宏子に責任はない。選挙で審判を受ける立場であれば問題とするのはわかるが、長崎宏子から水泳を学びたい人は彼女の水泳での実績や取り組む姿勢を見ており、ブリガムヤング大学卒業かどうかでは判断していないと思う」と述べた。

## 親族
- 大伯父 - 長崎惣之助（日本国有鉄道元総裁）[17]
- 父 - 長崎忠夫（元山形駅長、元秋田ステーションデパート代表取締役常務）[17]
- 夫 - 春日良一（元JOC職員、スポーツコメンテーター）
- 義兄 - 荻原満（プロ野球選手）
- 他に姉がいる。

## メディア
- 熱血スポーツ情報局～カウントダウン・君のハートよ位置につけ～（秋田テレビ）キャスター
- スタジオパークからこんにちは（2000年9月14日、NHK総合テレビジョン）[18]
- 課外授業ようこそ先輩（2001年2月11日、NHK総合テレビジョン）[19]
- ホリデーインタビュー（2005年1月10日、NHK総合テレビジョン）[19]